# Luigi Gnocchi
Luigi Gnocchi (Gallarate, 14 gennaio 1933 – 18 ottobre 2014) è stato un velocista italiano, autore di una doppietta individuale (100 m e 200 m) ai II Giochi del Mediterraneo, ma oro pure con la staffetta 4×100 m, e vincitore di cinque titoli nazionali.

## Biografia
Quarto con la staffetta 4x100 m ai Giochi olimpici di Melbourne 1956 e 5º ai Campionati europei di atletica leggera 1954.

## Record nazionali
- 100 metri piani: 10"4 ( Roma, 29 settembre 1956)

## Palmarès
| Anno | Manifestazione          | Sede       | Evento      | Risultato        | Prestazione | Note  |
| ---- | ----------------------- | ---------- | ----------- | ---------------- | ----------- | ----- |
| 1954 | Europei                 | Berna      | 4×100 metri | 5º               | 41"9        |       |
| 1955 | Giochi del Mediterraneo | Barcellona | 100 metri   | Oro              | 10"9        | [ 2 ] |
| 1955 | Giochi del Mediterraneo | Barcellona | 200 metri   | Oro              | 21"6        | [ 2 ] |
| 1955 | Giochi del Mediterraneo | Barcellona | 4×100 metri | Oro              | 41"0        | [ 2 ] |
| 1956 | Giochi olimpici         | Melbourne  | 100 metri   | Quarti di finale | 10"4        |       |
| 1956 | Giochi olimpici         | Melbourne  | 4×100 metri | 4º               | 40"3        |       |

## Campionati nazionali
- ai Campionati italiani assoluti di atletica leggera, 100 metri piani (1954, 1955 e 1956)
- ai Campionati italiani assoluti di atletica leggera, 200 metri piani (1955 e 1956)